# Remmina
Remmina è un client software per desktop remoto per sistemi operativi basati su POSIX. Remmina supporta i protocolli RDP, VNC, NX, XDMCP, SPICE e SSH.
Remmina è negli archivi dei pacchetti Debian dalla versione 6 (Squeeze), e Ubuntu dalla versione 10.04 (Lucid Lynx). Da Ubuntu 11.04 (Natty Narwhal), ha rimpiazzato tsclient come client predefinito di software per desktop remoto. La versione per FreeBSD contiene degli ulteriori plugin addizionali, che supportano protocolli specifici.
Remmina è scritto in linguaggio C, ed è un'interfaccia grafica di FreeRDP, una variante di rdesktop.
Remmina è disponibile in tre diversi pacchetti: applicazione GTK+, applicazione GNOME e come plugin per il pannello xfce.